# 鲁道夫·施密特 (将军)
鲁道夫·施密特（德語：Rudolf Schmidt，1886年5月12日－1957年4月7日）是二战期间纳粹德国国防军的一名大将，在东线指挥第38装甲军、第2装甲集团军。他是带橡叶骑士铁十字勋章的获得者。雖然他最初是從情報部隊出身，但他是納粹時代坦克部隊的主要專家之一。

## 生平
二戰期間，他從師長晉陞為軍團總司令。在1941年的對蘇戰爭中，施密特是最重要的坦克指揮官之一。與大部分政治和軍事領導層形成鮮明對比的是，他對俄羅斯民众採取了合作路線，將佔領蘇聯的大片地區置於自治之下。施密特於1943年被蓋世太保逮捕，因為他的兄弟汉斯-蒂洛·施密特捲入了間諜和叛國罪。
施密特於1943年12月被釋放，後在柏林的一家化學公司擔任文員，然後於1944年7月搬到奧芬堡的一家建築公司。他於1945年2月搬到魏瑪，並於1945年4月在那裡見證了戰爭的結束。
1945年6月，魏瑪被移交給紅軍，施密特不得不搬出他的公寓。他於1945年8月搬到柏林的弗里德瑙區（後來屬於西柏林）。
在四年多的平民之後，施密特終於在1947年12月16日獲得了許可證前往蘇聯佔領區，在那裡他顯然想從他在魏瑪的舊公寓中取回一些物品。1947年12月24日，在返程途中，他在行李中發現一把手槍后，在諾德海姆附近被蘇聯士兵逮捕。他被轉移到米爾豪森的一所監獄，經過初步審訊后，於1948年1月被帶到莫斯科。蘇聯審訊人員對施密特作為第2裝甲軍團總司令的角色及其在奧廖爾地區對遊擊隊的行動特別感興趣。當時的後方軍區指揮官弗里德里希·古斯塔夫·伯恩哈德中將已經因這些行動在1945結束時在布良斯克被定罪並被處決。在審訊中，施密特不僅承認軍事法庭定罪、焚燒村莊和“對平民犯下無數暴行”，而且伯恩哈德是根據他（施密特）的命令和計劃行事的，但伯恩哈德領導了這些行動。其他問題包括將平民驅逐到德國進行強迫勞動，以及在第2裝甲集團軍负责的戰俘營中虐待蘇聯戰俘和平民。
在被關押在弗拉基米羅夫卡集中營和布提爾卡監獄等地后，他在莫斯科的軍事法庭受審。1952年2月4日，施密特最終被判處25年戰犯監禁。兩天后，他徒勞地向約瑟夫·斯大林請求赦免。
施密特是1955年9月30日最後一批出獄的德國戰俘之一。由於健康情況不佳，他回到了西德，並於1957年4月7日在克雷費爾德病逝。

## 所获荣誉
- 鐵十字勳章（1914），二等和一等
- 獅子亨利勳章
- 奧地利軍事功績十字勳章，三等
- 鐵新月勋章
- 保加利亞軍官十字勳章
- 國防軍长期服役勋章
- 鐵十字勳章（1939），二等和一等
- 橡樹騎士十字勳章

### 引用
1. ↑  Thomas 1998, p. 270.

### 文献
- Scherzer, Veit.  [The Knight's Cross Bearers 1939–1945 The Holders of the Knight's Cross of the Iron Cross 1939 by Army, Air Force, Navy, Waffen-SS, Volkssturm and Allied Forces with Germany According to the Documents of the Federal Archives]. Jena, Germany: Scherzers Militaer-Verlag. 2007. ISBN 978-3-938845-17-2 （German）.
- Thomas, Franz.  [The Oak Leaves Bearers 1939–1945 Volume 2: L–Z]. Osnabrück, Germany: Biblio-Verlag. 1998. ISBN 978-3-7648-2300-9 （German）.